# Castel San Niccolò
Castel San Niccolò ist eine toskanische Gemeinde mit 2454 Einwohnern (Stand 31. Dezember 2023) in der Provinz Arezzo.

## Geografie

Lage von Castel San Niccolò in der Provinz Arezzo

Die Gemeinde erstreckt sich über rund 83 km². Sie liegt etwa 35 km nordwestlich der Provinzhauptstadt Arezzo und 40 km östlich der Regionalhauptstadt Florenz im Tal des Casentino an den nördlichen Ausläufern des Berges Pratomagno (1592 m).
Die Gemeinde Castel San Niccolò besteht aus den Ortsteilen Borgo alla Collina (429 m, ca. 265 Einwohner), Caiano (794 m, ca. 50 Einwohner), Cetica (700 m, ca. 270 Einwohner), Pagliericcio (430 m, ca. 70 Einwohner), Prato di Strada (397 m, ca. 130 Einwohner), Rifiglio (420 m, ca. 130 Einwohner) und Strada (meist Strada in Casentino, 380 m, ca. 1000 Einwohner). Hauptort ist Strada in Casentino, er entstand als Marktplatz des Castello und liegt unterhalb des namensgebenden Castello am Torrente Solano, dem größten Nebenfluss des Arno im Casentino und wird von diesem vom Castello und dem Borgo Castellano getrennt. Der Arno verbringt als östliche Gemeindegrenze 2 km im Gemeindegebiet, der Solano 14 von 15 km. Weitere wichtige Gewässer sind der Garliano (alle 7 km im Gemeindegebiet), der Rifiglio (8 von 9 km im Gemeindegebiet) und der Scheggia (4 von 10 km im Gemeindegebiet).
Der Ort liegt in der klimatischen Einordnung italienischer Gemeinden in der Zone E, 2 170 GR/G. Die Kirchen der Gemeinde liegen im Bistum Fiesole.
Castel San Niccolò grenzt an die Gemeinden Castelfranco Piandiscò, Loro Ciuffenna, Montemignaio, Ortignano Raggiolo, Poppi, Pratovecchio Stia und Reggello (FI).

## Geschichte
Das Castello San Niccolò wurde erstmals 1029 als Corte di Vado erwähnt. Von 1212 an unterstand es Guglielmo Novello aus der Familie der Guidi. Bis 1349 war der Ort unter der Kontrolle der Guidi, danach fiel er aufgrund von 1342 begonnenen Aufständen gegen Galeotto Guidi in den Machtbereich von Florenz. 1440 wurde der Ort von Niccolò Piccinino belagert und eingenommen.
Nachdem das Castello seine Wichtigkeit verloren hatte, entstand in der Talebene das Borgo alla Strada (heute Strada in Casentino) als Marktplatz an der Verbindungsstraße zu Florenz. Erster Ortskern war das direkt an der Brücke zum Castello liegende Vado dal Guado, das heute zum Ortsteil Strada gehört. Hier entstand der erste Ortskern um den heutigen Piazza Matteotti (vormals auch Piazza del Mercato) und später Piazza Umberto I. Die Gemeinde Castel San Niccolò entstand aus den ehemaligen Orten Vado, Garliano und Cetica und ihren jeweiligen Ortsteilen. Namensgebend war die der Burg naheliegende Kirche Chiesa Parrocchiale di San Niccolò. Durch ein Dekret von Großherzog Leopold II. kamen 1776 Borgo alla Collina und Montemignaio hinzu, wobei letzterer Ort 1808 durch Dekret von Napoleon eigenständig wurde. 1859 wurde der Ort der Provinz Arezzo zugeteilt, 1868 wurden die Orte Caiano, Ristonchi und Battifolle dem Ort zugesprochen. Am Ende des 19. Jahrhunderts erlebte der Ort einen Bevölkerungszuwachs, der hauptsächlich durch die Seide-, Leder- und Baumwollverwertungsindustrie verursacht wurde.

## Sehenswürdigkeiten

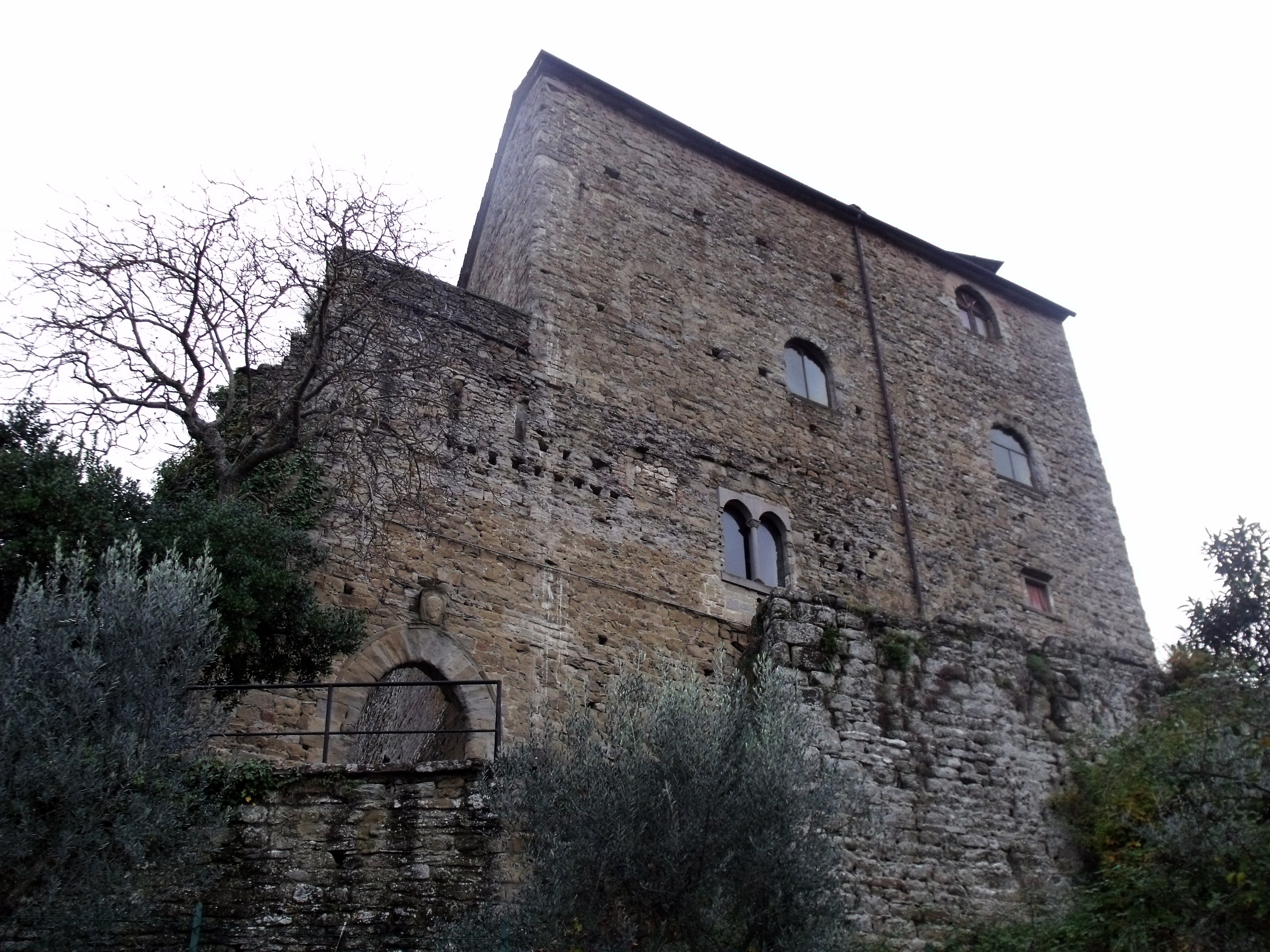
Castello dei Conti Guidi (Castello di San Niccolò)

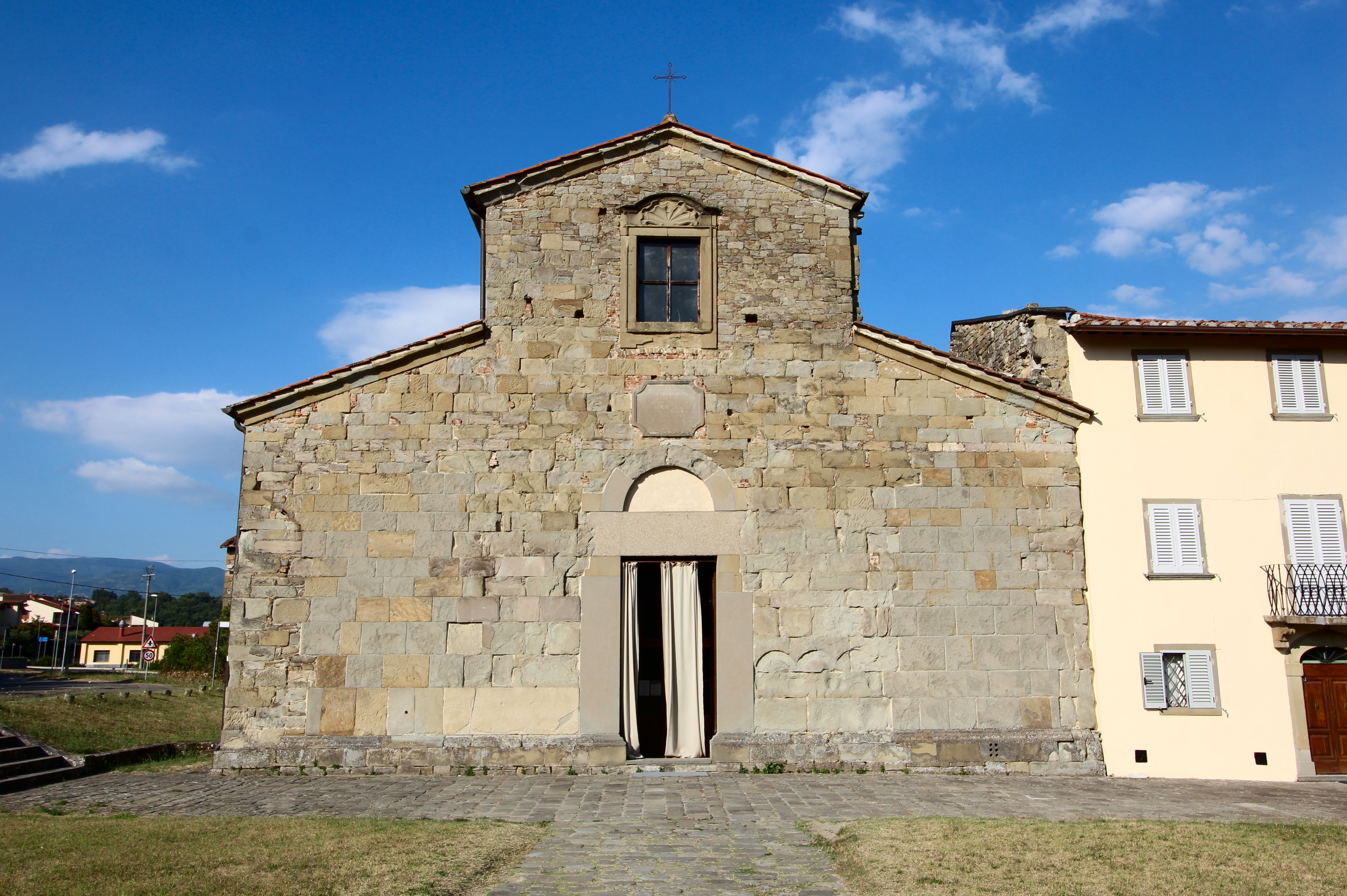
Pieve di San Martino a Vado in Strada in Casentino

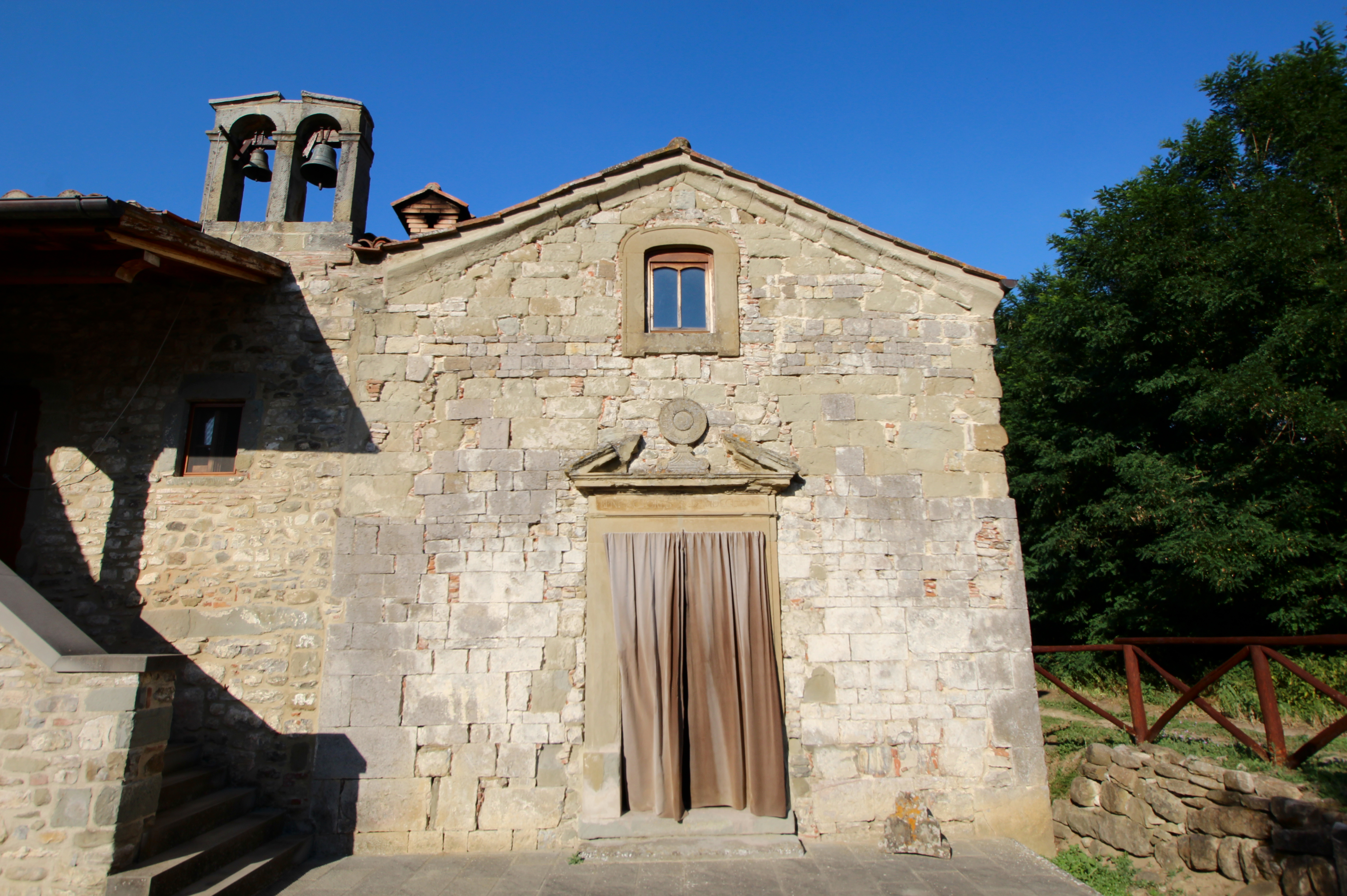
Sant’Agata a Orgi nahe Borgo a Collina

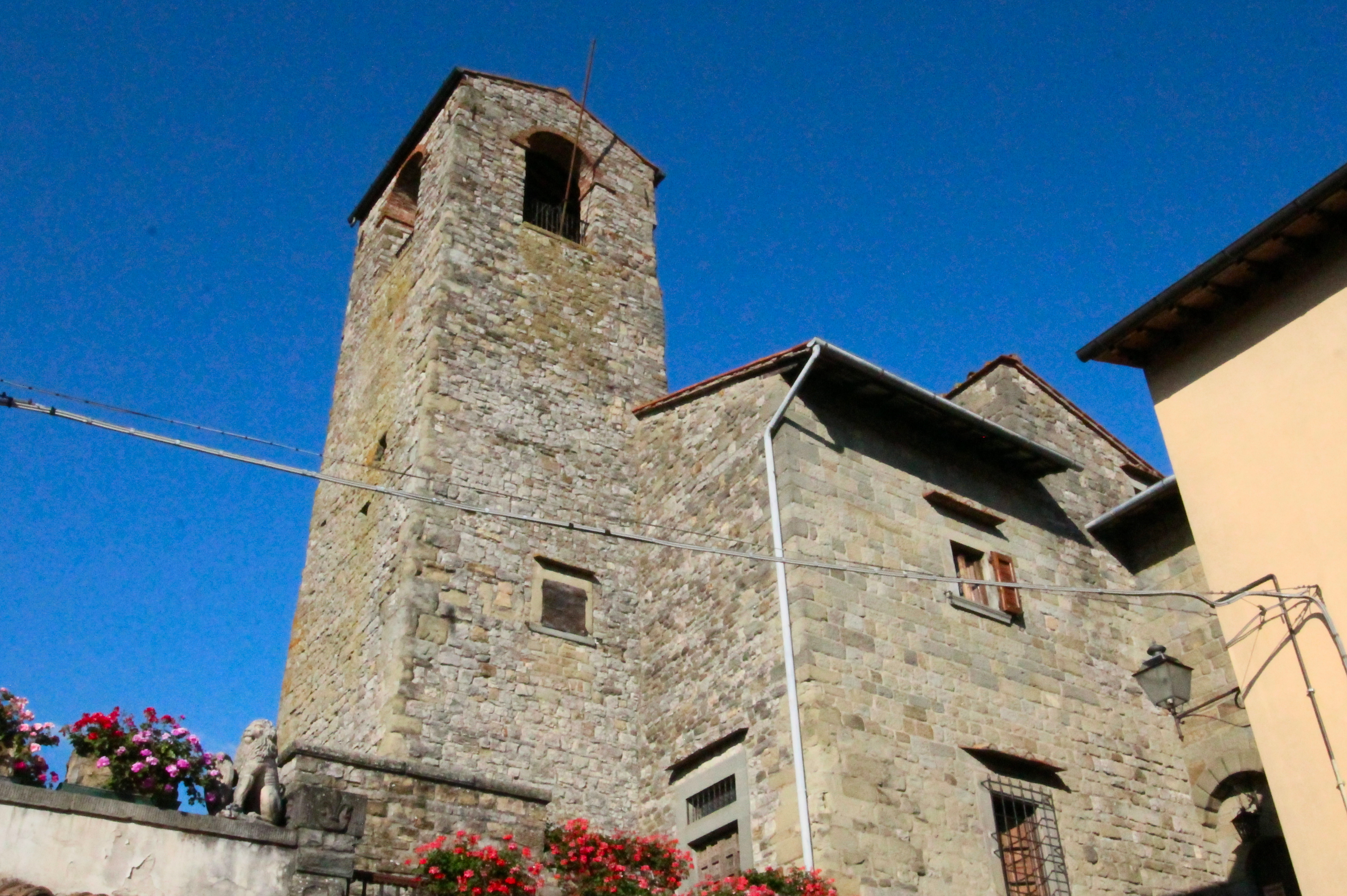
Die Burg Castello di Borgo a Collina in Borgo a Collina

- Castello dei Conti Guidi, Burg auf dem Felsen Ghiazzuolo[11], 1029 erstmals als Corte di Vado erwähnt. Das Castello besteht aus einer Rocca, der Kirche, dem Herrschaftspalast, dem Mastio (Hauptturm) und dem Wehrtor (der heutige Uhrturm).[8]
- Chiesa Parrocchiale di San Niccolò, dem Castello zugehörige Parochialkirche.[4]
- Pieve di San Martino a Vado im Hauptort Strada in Casentino, Pieve aus dem 11. Jahrhundert, die als San Martino in Terdinula entstand und 1153 ihren heutigen Namen erhielt.[11] Wurde 1745 aufgrund der Hochwasserschäden am Campanile restauriert, dabei wurden der Campanile und die Apsis wiederhergestellt, der Fußboden höher gelegt und zwei Seitentore eingerichtet. Weitere Arbeiten fanden von 1968 bis 1973 statt.[9]
- Cappella della Visitazione, Kapelle am Marktplatz in Strada (damals Vado), entstand im 16. Jahrhundert und wurde im 18. Jahrhundert restauriert,[9] enthält das Werk Immacolata Incoronata von Santi di Tito  aus dem Jahr 1580.[13]
- Loggia Granaria, auch Loggia del Mercato, antiker Marktplatz und Weizenspeicher aus dem 16. Jahrhundert[11] in Strada (Vado) an der Piazza Matteotti.[4]
- Palazzo Vettori-Tommasi, historisches Gebäude an der Piazza Matteotti.
- Palazzo Vettori, historisches Gebäude an der Piazza Matteotti.
- Villa Gatteschi-Tommasi, Gebäude aus dem Jahr 1747 an der Piazza Piave, heutiger Rathaussitz.[9]
- Borgo alla Collina, ehemalige Burg der Grafen Guidi und heutiger Ortsteil, der im 15. Jahrhundert von Florenz an Cristoforo Landino vergeben wurde. Seine Reliquien befinden sich heute in der Kirche San Donato.[4] Von den ehemals vier Stadttoren sind noch die Porta di Orgi und der Arco sotto il Castello erhalten geblieben.
- Chiesa Parrocchiale di San Donato, 1846 entstandene Parochialkirche im Ortsteil Borgo alla Collina, enthält das 1408 von dem Maestro di Borgo alla Collina geschaffene Werk Sposalizio di Santa Caterina e quattro Santi.[4]
- Oratorio di Sant’Agata di Orgi, Oratorium aus dem 10. Jahrhundert nahe Borgo alla Collina und dem Arno.[14]
- Battifolle, ehemaliger Stammsitz eines Familienrahmens der Guidi, wurde um 1440 nach der Schlacht von Anghiari aufgegeben. Die Burg der Guidi ist heute nur noch als Ruine zu sehen.[11]
- Chiesa di San Lorenzo a Startia, mittelalterliche Kirche nahe Battifolle[11]
- Chiesa di San Silvestro, Kirche aus dem 13. Jahrhundert im Ortsteil Caiano[11]
- Chiesa di San Niccolò, Kirche aus dem 12./13. Jahrhundert in Ristonchi.[15]
- Chiesa di San Michele (auch Sant’Angelo genannt), Kirche im Ortskern des Ortsteils Cetica. Enthält das Werk Madonna col Bambino von Francesco Pesellino.[16]
- Chiesa di Santa Maria, Kirche aus dem 13. Jahrhundert nahe Cetica.[11]
- Bagni di Cetica, Thermen in einer Höhenlage von 1227 m, die bereits 1205 dokumentiert wurden.[11]
- Chiesa di San Pancrazio, Kirche aus dem 13. Jahrhundert nahe Pagliericcio.[17]
- Chiesa di Santa Maria a Spalanni, mittelalterliche Kirche.
- Chiesa di San Michele a Vertelli, Kirche aus dem 13. Jahrhundert.[11]

## Gemeindepartnerschaft
Die Gemeinde unterhält eine Gemeindepartnerschaft mit Pégomas, Département Alpes-Maritimes, Frankreich.

## Veranstaltungen
- Biennale della Pietra Lavorata, im zweijährlichen Turnus (ungerade Jahre) stattfindende Ausstellung zur Bildhauerei im Ortsteil Strada.[18]